# Championnat de France de roller in line hockey D2
 (septembre 2013).
La Nationale 1 est l'actuel nom du championnat de France de roller in line hockey de 2e niveau. Le championnat s'appelait Nationale 2 jusqu'en 2007.

## Formule
16 équipes, réparties en deux poules géographiques, s'affrontent en matchs aller-retour. Les 4 premières équipes de chaque poules sont qualifiés pour les quarts de finale, ou chaque équipe affronte une équipe de l'autre poule, en matchs aller-retour, selon le schéma suivant : le 1er de la poule A affronte le 4e de la poule B, le 2e affronte le 3e, etc. Le vainqueur de la finale est déclaré champion de France de roller in line hockey, et est promu en Ligue Élite. Les deux dernières équipes de chaque poule sont reléguées en Nationale 2.
Une victoire rapporte 3 points, une défaite 0 points. En cas de prolongation, chaque équipe a un point, et l'équipe vainqueur à l'issue de la prolongation a un 2e point. En cas de forfait, l'équipe a 2 points de pénalité, et l'équipe adverse est déclarée vainqueur sur le score de 5-0, tous les buts étant crédités au capitaine. Si les 2 équipes déclarent forfait, elles ont chacune 2 points de pénalité et le score du match est de 0-0.

## Clubs de l'édition 2023-2024
- Vikings de Cherbourg
- Ecureuils d'Amiens
- Tigres de Garges
- Greenfalcons du Pont de Metz
- Reims RHR
- Élans de Collegiens
- Spiders de Rouen
- Outlaws de Moreuil
- Bourrins de Maisons-Laffite
- Hocklines de Toulouse
- Alchimistes de Bourges
- Jokers d'Aubagne
- Aiglons de Valence
- Rollerbugs de Saint-Médard
- Mustangs de la Chapelle
- Corsaires de Paris XIII

## Poule A
8 équipes sont engagées dans la poule 1 :
- Vikings de Cherbourg
- Ecureuils d'Amiens
- Tigres de Garges
- Greenfalcons du Pont de Metz
- Reims RHR
- Élans de Collegiens
- Spiders de Rouen
- Outlaws de Moreuil

## Poule B
8 équipes sont engagées dans la poule 2 :
- Bourrins de Maisons-Laffite
- Hocklines de Toulouse
- Alchimistes de Bourges
- Jokers d'Aubagne
- Aiglons de Valence
- Rollerbugs de Saint-Médard
- Mustangs de la Chapelle
- Corsaires de Paris XIII